# Ralf Neubauer

Ralf Neubauer (2025)

Ralf Neubauer (* 10. Januar 1982 in Crailsheim) ist ein deutscher Politiker (SPD) und seit Januar 2022 Bezirksamtsleiter im Bezirk Hamburg-Mitte.

## Leben
Aufgewachsen in der Region Hohenlohe, absolvierte Neubauer seinen Zivildienst in Bremen. Dort begann er auch mit seinem Studium der Rechtswissenschaften, war AstA-Sprecher der Universität Bremen und wechselte später an die Rechtswissenschaftliche Fakultät der Universität Hamburg. Während seiner Hamburger Studienzeit lebte er im Stadtteil St. Pauli in einer Wohngemeinschaft mit dem späteren Bezirksamtsleiter von Hamburg-Mitte und Senator der Behörde für Inneres und Sport, Andy Grote (SPD). Ab 2014 war er als Rechtsanwalt – Schwerpunkt Arbeitsrecht – tätig, zuletzt bei Bernzen Sonntag, Rechtsanwälte Steuerberater Partnerschaftsgesellschaft mbB.

## Politische Karriere
Im März 2000 trat Neubauer in die SPD ein. Erste tragende politische Erfahrungen sammelte er im Alter von 19 Jahren, als er auf einer SPD-Mitgliederversammlung in Gammesfeld einstimmig zum Vorsitzenden der SPD von Blaufelden im Landkreis Schwäbisch Hall gewählt wurde.
Von 2008 bis 2014 war er Mitglied der Bezirksversammlung Hamburg-Mitte und des Regionalausschusses Finkenwerder. Im März 2009 wurde er zum Landesgeschäftsführer der Jusos gewählt. 2010 wurde er Distriktvorsitzender der SPD-Finkenwerder. Im März 2012 folgte er auf Johannes Kahrs (SPD) als Vorsitzender des Jugendhilfeausschusses in Hamburg.
Bei der Bürgerschaftswahl in Hamburg 2020 am 23. Februar gelang Neubauer über ein Direktmandat im Wahlkreis Billstedt – Wilhelmsburg – Finkenwerder der Einzug als Abgeordneter in die 22. Hamburgische Bürgerschaft. Am 17. November 2021 wurde er von der Bezirksversammlung Hamburg-Mitte mit 33 von 48 Stimmen, bei neun Enthaltungen zum Nachfolger von Falko Droßmann (SPD) – der nach der Bundestagswahl 2021 in den Bundestag einzog – zum Bezirksamtsleiter Hamburg-Mitte gewählt. Er trat das Amt am 10. Januar 2022 an und Jörg Mehldau rückte für ihn in die Bürgerschaft nach.

## Privates
Neubauer ist verheiratet und lebt mit seiner Frau und zwei Kindern im Hamburger Stadtteil Finkenwerder.